# Wai-iti
Wai-ti is een hopvariëteit, gebruikt voor het brouwen van bier.
Deze hopvariëteit is een “aromahop”, bij het bierbrouwen voornamelijk gebruikt vanwege zijn aromatische eigenschappen. De naam van deze nieuwe Nieuw-Zeelandse hopvariëteit betekent "klein meer" in het lokale dialect en verwijst ook naar een klein kustdorp aan de midwestkust op het Noordereiland.

## Kenmerken
- Alfazuur: 3%
- Bètazuur: ?
- Eigenschappen: een citrusaroma van mandarijn, citroen en limoenschil